# Галицкая Русь
«Галицкая Русь» (рос. Ґаліцкая Русь) — газета москвофільського напряму, виходила у Львові в 1891 та 1892 рр. Припинення «Галицкой Руси» спричинили санкції галицько-руського єпископату. Замість неї з 1893 р. почала виходити газета «Галичанин».